# Бирмингем
Би́рмингем (англ. Birmingham МФА: [ˈbɜːmɪŋəm]о файле, местн. произн. [ˈbɜːmɪŋɡəm]) — второй по населению город Великобритании, центр Средней Англии, выделенный в отдельный район со статусом «сити», в центре церемониального и метрополитенского графства Уэст-Мидлендс.
Город является центром региона Западный Мидленд и вторым по населению городом Великобритании после Лондона, с населением в 1 141 816 человек на 2019 год.

## История
Первое упоминание о поселении на месте Бирмингема относится к 1166 году. С XIII века город получил известность своими ярмарками.
К XVI веку Бирмингем становится крупным центром изготовления металлических изделий, производства стрелкового оружия и ювелирного дела. А уже к XVIII веку город становится ядром промышленности Великобритании и его население возрастает до 70 тысяч человек, с 15 тысяч в XVII веке. Известные на весь мир учёные и инженеры Уильям Мёрдок, Мэттью Болтон, Джеймс Уатт, Джозеф Пристли и Джон Баскервилл жили и работали в Бирмингеме.

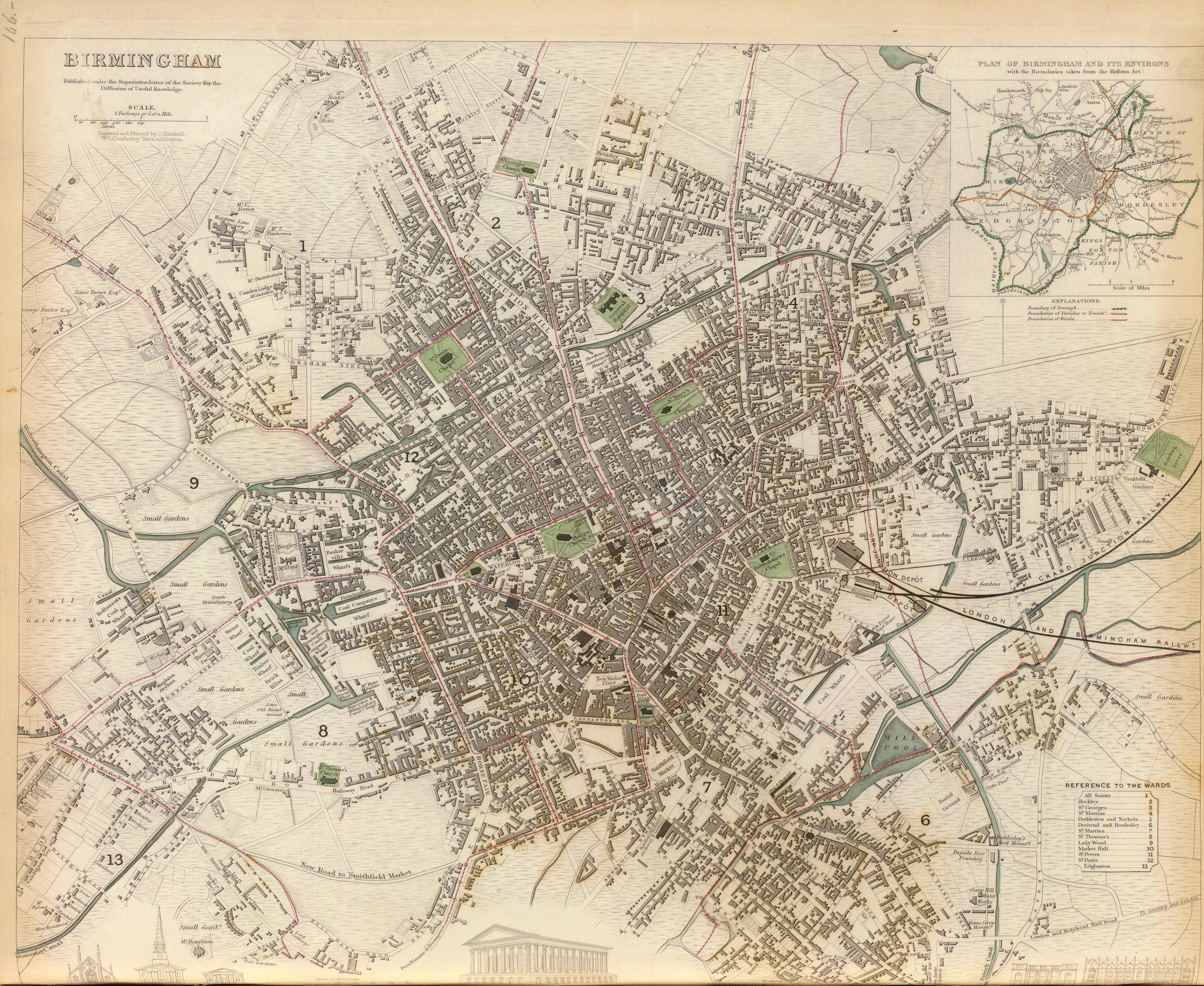
План Бирмингема, 1839 г.

Во время Английской буржуазной революции XVII века Бирмингем поддерживал парламент. В 1830 году в городе возникла буржуазная организация (т. н. Бирмингемский политический союз), сыгравшая важную роль в борьбе за парламентскую реформу 1832 года. В 1839 году в Бирмингеме заседал чартистский конвент. В июле 1839 года буржуазия Бирмингема спровоцировала столкновения рабочих с полицией и войсками.

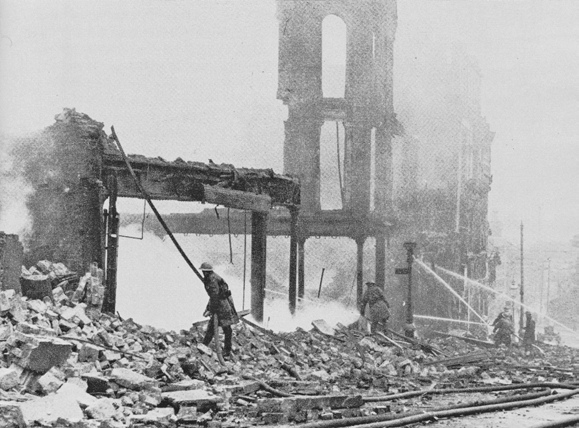
Бомбардировки Бирмингема в 1940

С начала XX века в городе происходит быстрый рост военных заводов. В годы Второй мировой войны Бирмингем подвергся значительным разрушениям в результате налётов немецкой авиации.
В современных границах со времени административной реформы 1974 года, в ходе которой город-графство Бирмингем был преобразован в район метропольного графства, тогда же дополнительно к нему был присоединён город Саттон-Колдфилд.
В связи с ростом уличной преступности в начале 1980-х годов, в 1982 году по решению городских властей все крупные деревья на улицах и парках города (толщина ствола которых позволяла спрятаться за ними человеку) были вырублены и заменены на молодые саженцы — так как за ними часто прятались уличные грабители.

## Физико-географическая характеристика

### География
Город расположен на Бирмингемском плато. Составляет ядро конурбации Западный Мидленд. Занимает территорию 267 км² и граничит на северо-востоке с церемониальным графством Уорикшир, на юго-востоке с районом Солихалл, на юге с церемониальным графством Вустершир, на северо-западе с районами Дадли, Сандуэлл и Уолсолл.

### Климат
Бирмингему, как и всей Англии, присущ мягкий и влажный климат. Межсезонные колебания малы, летом жара бывает очень редко, зимой практически не бывает сильных морозов. Климат умеренный морской. Средняя температура января и февраля (самых холодных месяцев) +3,1 °C, июля +15,8 °C (самого тёплого).
| Показатель                    | Янв. | Фев. | Март | Апр. | Май  | Июнь | Июль | Авг. | Сен. | Окт. | Нояб. | Дек. | Год  |
| ----------------------------- | ---- | ---- | ---- | ---- | ---- | ---- | ---- | ---- | ---- | ---- | ----- | ---- | ---- |
| Средний суточный максимум, °C | 6,0  | 6,2  | 8,9  | 11,9 | 15,3 | 18,8 | 20,6 | 20,1 | 17,6 | 13,8 | 9,2   | 7,1  | 13,0 |
| Средняя температура, °C       | 3,1  | 3,1  | 5,2  | 7,6  | 10,6 | 14,0 | 15,8 | 15,4 | 13,2 | 10,0 | 6,0   | 4,2  | 9,0  |
| Средний суточный минимум, °C  | 0,3  | 0,1  | 1,5  | 3,3  | 6,0  | 9,2  | 11,1 | 10,8 | 8,8  | 6,2  | 2,9   | 1,3  | 5,1  |
| Норма осадков, мм             | 57   | 48   | 51   | 49   | 56   | 56   | 46   | 66   | 54   | 52   | 59    | 66   | 660  |
| Источник: World Climate       |      |      |      |      |      |      |      |      |      |      |       |      |      |

## Население
По данным переписи 2021 года в Бирмингеме проживало 1 137 000 человек, при средней плотности населения 4011,6 чел./км². Из них 22,8 % составили дети (до 15 лет), 62,4 % лица трудоспособного возраста (от 16 до 64 лет) и 14,8 % лица пожилого возраста (от 65 лет и выше).
Динамика численности населения по годам:
| 1981      | 1991      | 2001    | 2011      | 2019      |
| --------- | --------- | ------- | --------- | --------- |
| 1 029 200 | 1 004 500 | 984 600 | 1 074 283 | 1 141 816 |

### Этнический состав
Основные этнические группы, согласно переписи 2011 года (Классификация этнических групп приведена Национальной статистической службой Великобритании (ONS)):
| Этнический состав | Этнический состав | Этнический состав | Этнический состав | Этнический состав |
| ----------------- | ----------------- | ----------------- | ----------------- | ----------------- |
| белые             |                   |                   | 54,44 %           |                   |
| азиаты            |                   |                   | 25,02 %           |                   |
| чёрные            |                   |                   | 8,44 %            |                   |
| арабы             |                   |                   | 0,96 %            |                   |
| цветные           |                   |                   | 4,17 %            |                   |
| другие            |                   |                   | 0,95 %            |                   |

### Религия
| Конфессиональный состав (2011 г.) | Конфессиональный состав (2011 г.) | Конфессиональный состав (2011 г.) | Конфессиональный состав (2011 г.) | Конфессиональный состав (2011 г.) |
|                                   |                                   |                                   | Процент                           |                                   |
| --------------------------------- | --------------------------------- | --------------------------------- | --------------------------------- | --------------------------------- |
| христиане                         |                                   |                                   | 43,3 %                            |                                   |
| ислам                             |                                   |                                   | 20,53 %                           |                                   |
| индуизм                           |                                   |                                   | 1,96 %                            |                                   |
| сикхизм                           |                                   |                                   | 2,84 %                            |                                   |
| иудаизм                           |                                   |                                   | 0,19 %                            |                                   |
| буддизм                           |                                   |                                   | 0,42 %                            |                                   |
| др.религии                        |                                   |                                   | 0,49 %                            |                                   |
| атеисты                           |                                   |                                   | 18,11 %                           |                                   |

## Экономика
Бирмингем — индустриальный город. В нём развита пищевая, металлургическая, машиностроительная (в том числе электротехническая) промышленность. Город известен как пионер создания строительных обществ.
Ювелирное искусство Бирмингема (клеймо «якорь») широко известно и распространено по всему миру. В городе часто проводятся ювелирные выставки («The Jewellery Show 2011» 6-10.02.2011, «The Jewellery Show 2012» 5-9.02.2012 и др.)
В 2023 году городской совет Бирмингема объявил о банкротстве города.

## Политика
Бирмингем управляется городским советом, состоящим из 120 депутатов, избранных в 40 округах. В результате последних выборов 45 мест в совете занимают консерваторы.

## Образование
Бирмингем является одним из ведущих научных центров Великобритании и Европы. В городе расположены пять университетов и несколько университетских колледжей.

### Вузы

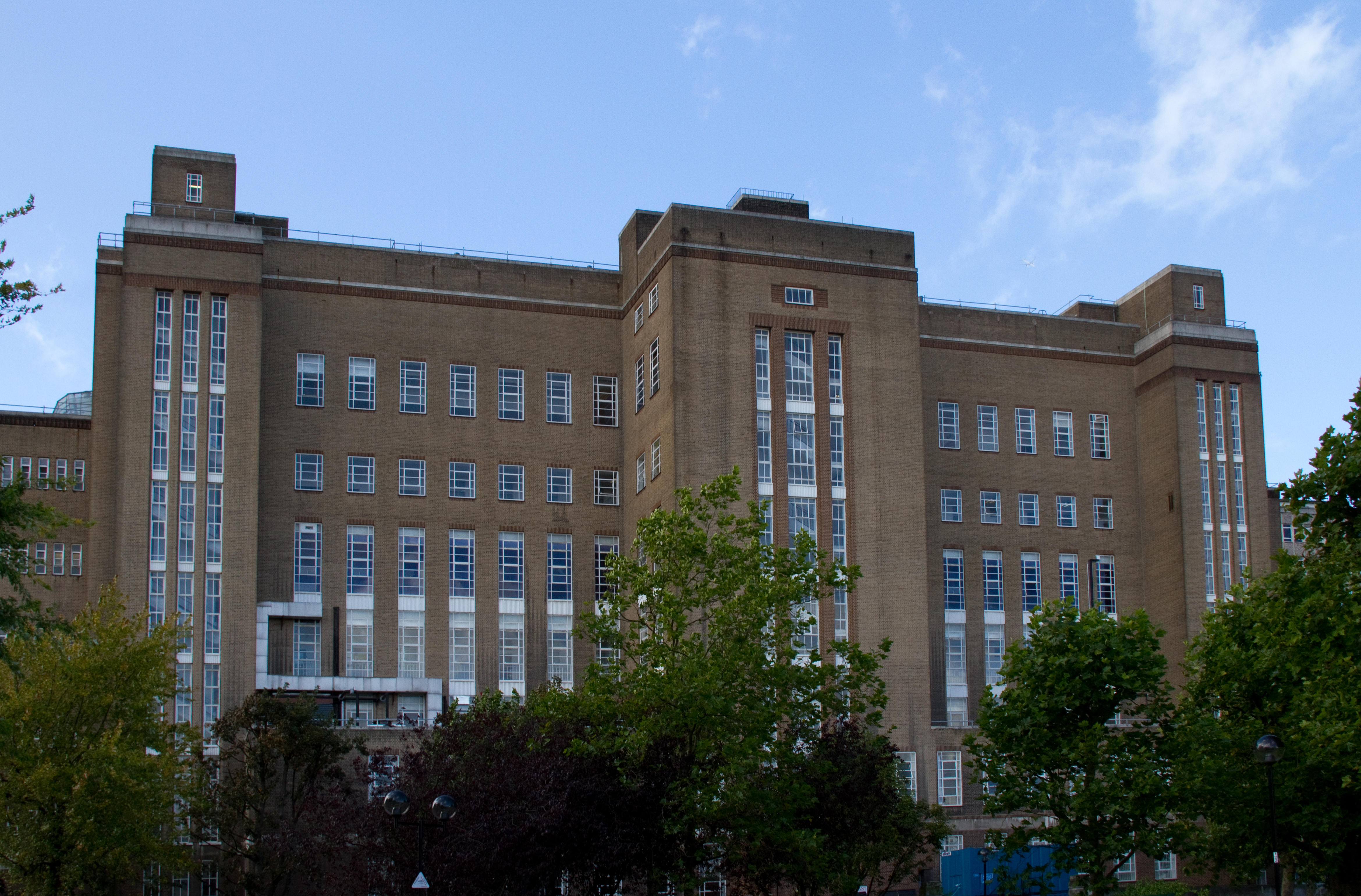
Астонский университет

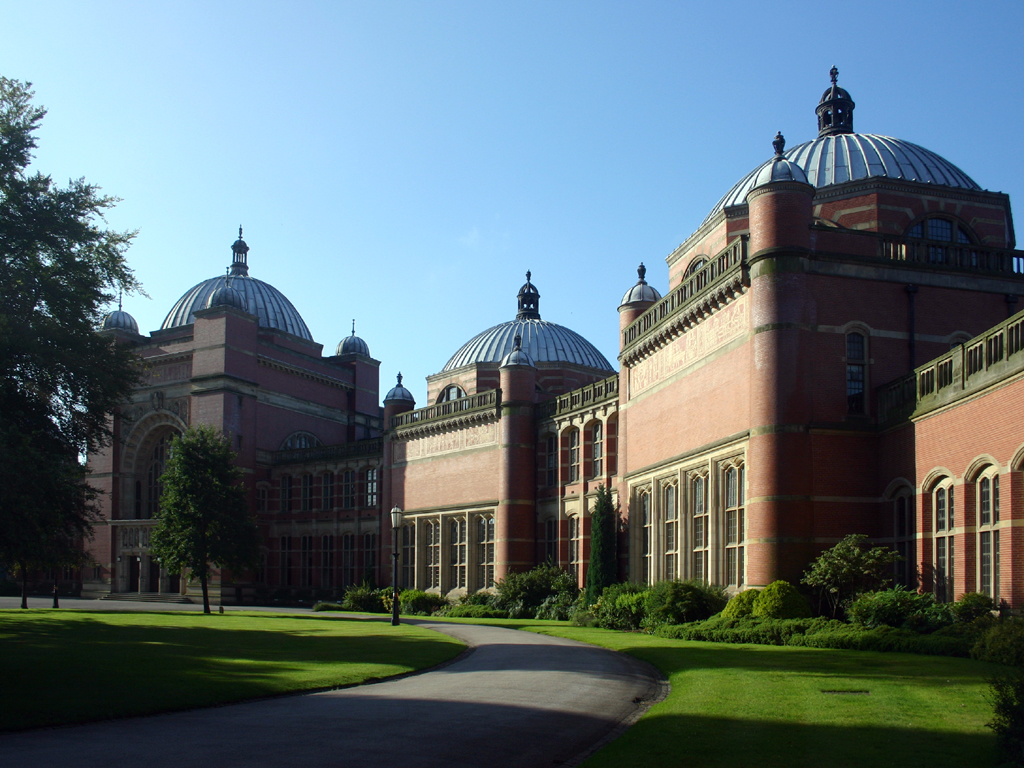
Астон Уэбб Холл в Бирмингемском университете

Государственные учреждения высшего образования:
- Астонский университет (вкл. Астонскую школу бизнеса — одна из крупнейших и старейших бизнес-школ Великобритании[10]).
- Бирмингемский университет — один из самых крупных и известных университетов в стране[11].

Бирмингем также славится и школьным образованием — Школа Короля Эдварда ежегодно занимает верхние позиции в рейтинге школ, а Школа Короля Эдварда для девочек — лучшая женская гимназия Англии.

## Транспорт

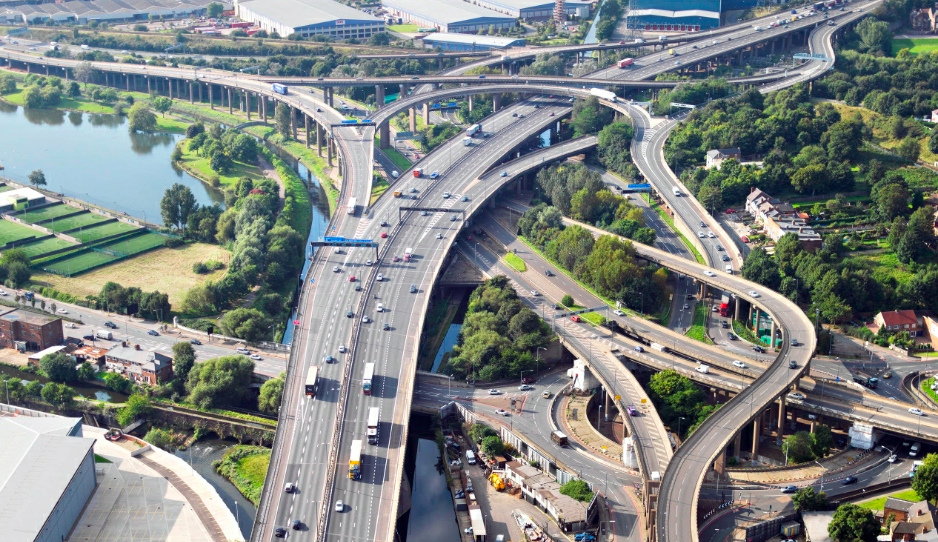
Транспортная развязка Гравелли-Хилл

Бирмингем является крупным транспортным узлом автомобильного, железнодорожного и речного транспорта. Через город проходят автомагистрали M5, M6, M40, M42; здесь находится одна из самых известных в Великобритании транспортная развязка Гравелли-Хилл. Трасса M6 проходит через город по Бромфордскому виадуку, который является самым длинным мостом в Соединённом Королевстве (5,6 км).
Железнодорожная станция Бирмингем-Нью-Стрит — самая загруженная в Великобритании за пределами Лондона; также является хабом дальнемагистральной железнодорожной компании CrossCountry и основным направлением Virgin Trains из Юстона (Лондон), Глазго-сентрал и вокзала Эдинбург-Уэверли.
В 10 км на юго-восток от центра города находится Международный аэропорт Бирмингема, седьмой по загруженности в Великобритании.

## Архитектура

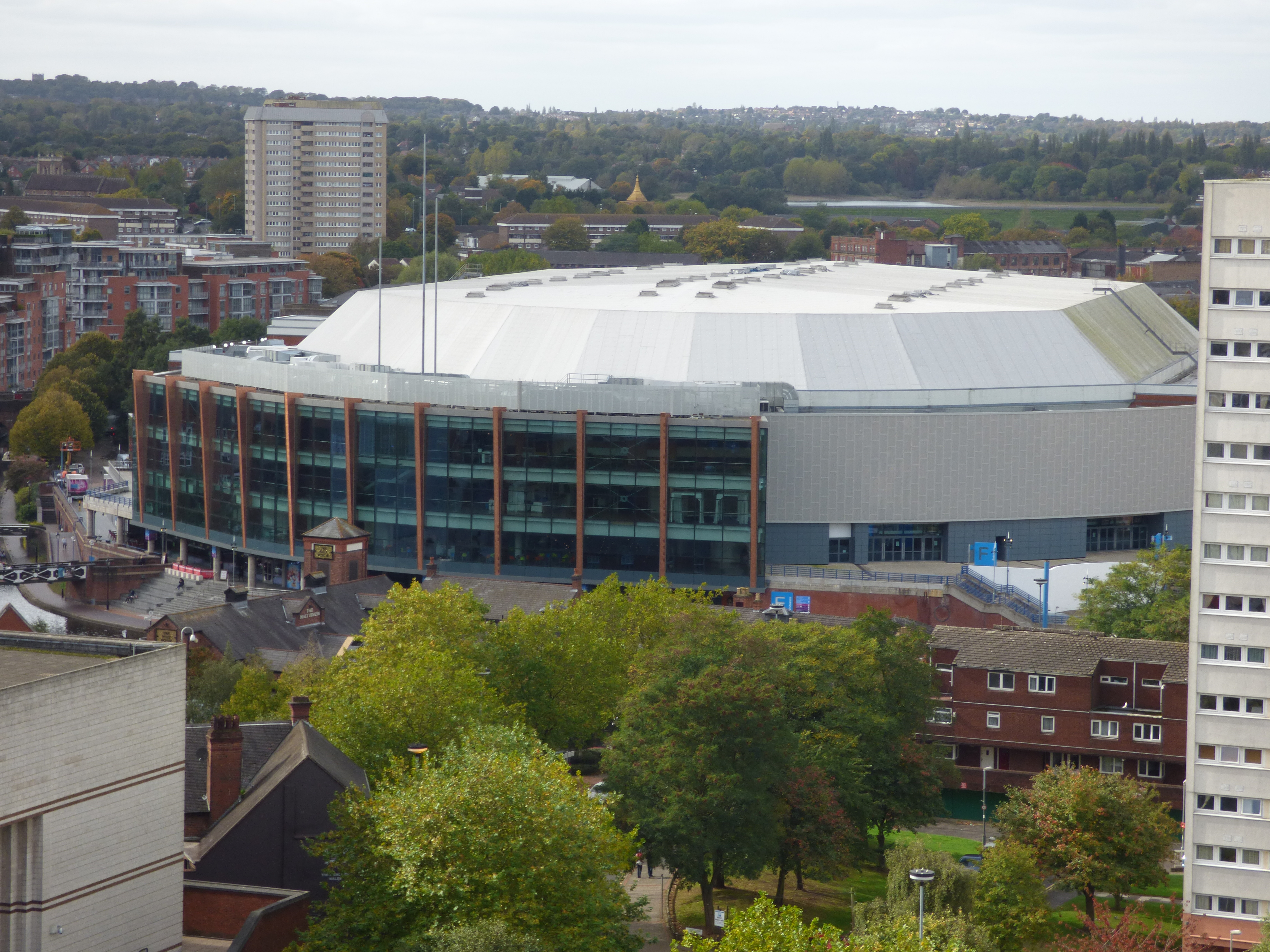
«Utilita Arena Birmingham», место проведения конкурса Евровидение-1998 года.

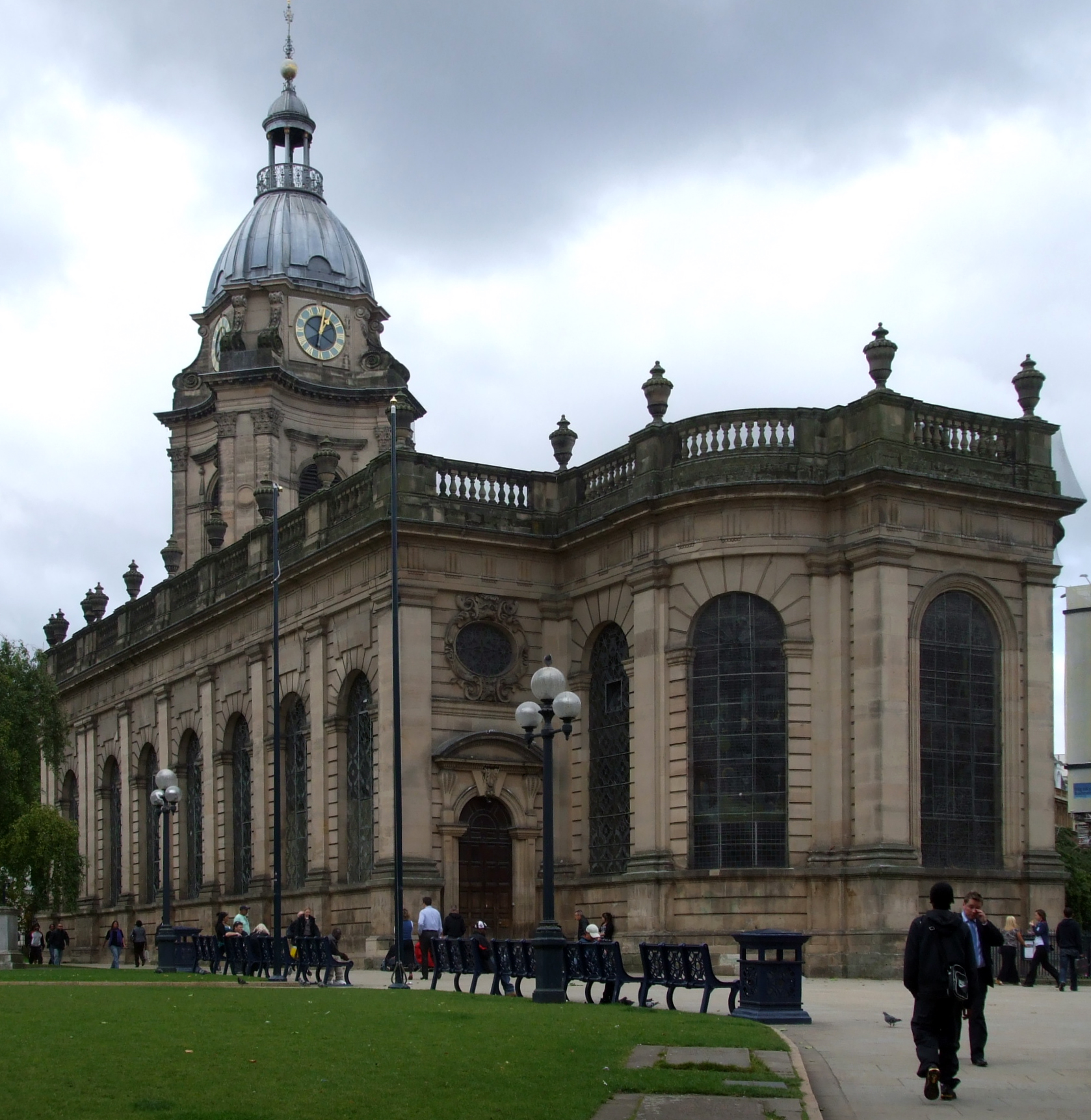
Собор Святого Филиппа

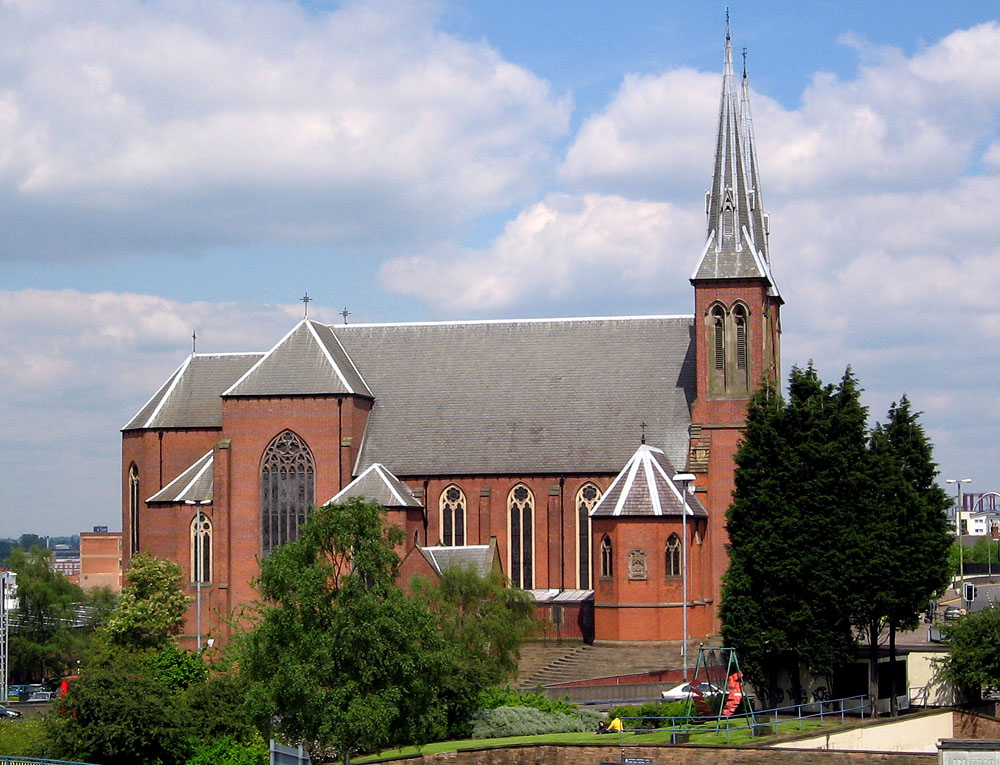
Собор Святого Чеда

На территории города расположен англиканский собор Святого Филиппа 1710—1725 годов постройки, центр англиканской епархии Бирмингем и католический собор Святого Чеда 1839—1841 годов постройки, центр католической архиепархии Бирмингема. В городе есть монументы I категории, например, церковь Святого Павла.
Музей города Бирмингем (Birmingham Museum) и собственная картинная галерея были открыты в 1885 году, они расположены в центре города, здание венчает высокая часовая башня «Биг Брум» (Big Brum).
Также в Бирмингеме есть Музей транспорта и Музей подводного мира.
Музей ювелирного искусства Бирмингема — одна из особенных достопримечательностей города.
Железнодорожный виадук Даддестон. Мост длиной 325 метров был построен в 1846 году, но никогда не использовался по назначению. В 1980-х годах он начал разрушаться, было принято решение о его сносе, и несколько пролётов даже были уничтожены, но за сооружение вступились местные жители и художники-волонтёры, которые отреставрировали виадук, превратив его в место для общественного отдыха на природе.
Национальный выставочный центр «The National Exhibition Centre Ltd» (NEC)-государственный выставочный комплекс Великобритании. Открыт в 1976 году королевой Елизаветой II[значимость факта?].

## Спорт

### Футбол
Клубы:
- «Астон Вилла» — один из самых старых (с 1874 года) и титулованных профессиональных клубов Англии, 7-кратный чемпион, 7-кратный обладатель Кубка Англии, 5-кратный обладатель Кубка Лиги, обладатель суперКубка Европы 1982 года, обладатель Кубка европейских чемпионов 1982.
- «Бирмингем Сити» (Birmingham City) — профессиональный футбольный клуб с длинной историей, начавшейся в 1875 году.

Стадионы:

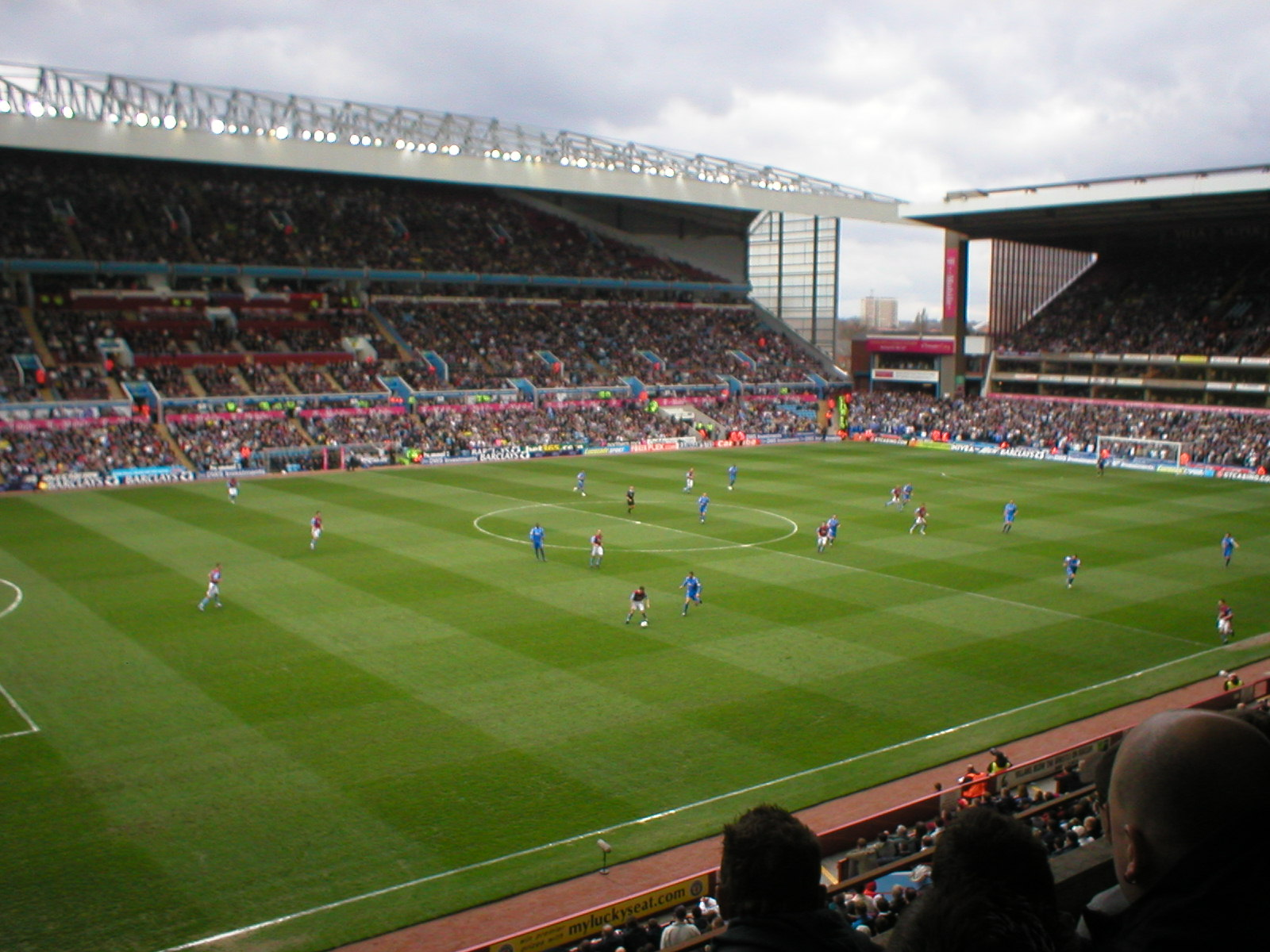
Вилла Парк

- Вилла Парк — домашняя арена футбольного клуба «Астон Вилла», построен и открыт в 1897 году.
- Сент-Эндрюс — является домашним стадионом футбольного клуба «Бирмингем Сити», построен и открыт в 1906 году.

### Регби
- «Мозли» — регбийный клуб, выступающий во второй по силе лиге страны, Чемпионшипе. Основан в 1873 году.

### Баскетбол
- «Бирмингем Найтс» — баскетбольный клуб, выступающий в первой по значимости Британской баскетбольной лиге.

### Крикет
- «Уорикшир Каунти Крикет Клуб[англ.]» — крикетный клуб, основанный в 1882 году.

## Города-побратимы
Бирмингем имеет семь городов-побратимов:
- Чикаго, США
- Милан, Италия
- Франкфурт-на-Майне, Германия
- Лейпциг, Германия
- Йоханнесбург, ЮАР
- Лион, Франция
- Запорожье, Украина

Договоры о дружбе связывают Бирмингем с Гуанчжоу (КНР) и Мирпуром (Пакистан).